# Hermann Sauppe
 (décembre 2022).
Si vous disposez d'ouvrages ou d'articles de référence ou si vous connaissez des sites web de qualité traitant du thème abordé ici, merci de compléter l'article en donnant les références utiles à sa vérifiabilité et en les liant à la section « Notes et références ».
Hermann Sauppe, né le 9 décembre 1809 à Weesenstein et mort le 15 septembre 1893 à Göttingen, est un philologue et épigraphiste classique allemand. 

## Biographie
Il est né à Weesenstein, près de Dresde. En 1832, il obtient son doctorat à l'université de Leipzig, où il est l'élève de Gottfried Hermann (1772-1848), qui exerce une profonde influence sur sa carrière. À partir de 1833, il enseigne dans une école secondaire de Zurich, où en 1838 il devient professeur associé à l'université. En 1837, il est nommé bibliothécaire en chef à la bibliothèque cantonale de Zurich.
En 1845, il devient directeur du lycée de Weimar et, en 1856, il est nommé professeur de langues anciennes à l'université de Göttingen. À Göttingen, il est responsable de la création du Séminaire pédagogique. Sauppe est mort à Göttingen.
Il se spécialise dans le domaine de l'épigraphie et est également connu pour son travail de critique textuelle. Il est un partisan de la Sachphilologie (philologie des choses), estimant que les connaissances philologiques peuvent être obtenues non seulement par l'analyse textuelle, mais aussi par d'autres disciplines telles que l'archéologie, la numismatique, l'épigraphie, etc.

## Ouvrages
Parmi ses nombreux écrits figurent " Epistola critica ad Godofredum Hermannum " (Épître critique à Gottfried Hermann, 1841) et " Oratores Attici " (1838–50). Ce dernier ouvrage est une collection de discours et de tracts[à vérifier] fragmentaires de divers orateurs de l'Attique (co-édité avec Johann Georg Baiter, 1801–1887). Il écrit également :
- Demosthenis Orationes selectae, 1845, oraisons choisies par Démosthène.
- Philodemi De vitiis liber decimus, 1853, édition de Philodème.
- Une explication du « Protagoras » de Platon, 1857.
- Hermanni Sauppii quaestiones Plautinae, 1858.
- Platons ausgewählte Dialoge, 1860, Dialogues choisis de Platon expliqués.
- Evgippii Vita Sancti Severini, 1877, Sur la biographie d'Eugippe de Séverin du Norique[1].